# Римський-Корсаков Михайло Михайлович
Миха́йло Миха́йлович Ри́мський-Ко́рсаков (* 25 лютого 1872, Калузька губернія — † 14 лютого 1950, Копенгаген) — військовий діяч періоду Гетьманату, контрадмірал ВМС Української Держави, командуючий Миколаївським військовим портом.

## Біографія
Походив з відомого шляхетського роду.
1890 року — закінчив Морський кадетський корпус.
Навчався на Артилерійських офіцерських класах (1897) та на гідрографічному відділені Миколаївської морської академії, яку закінчив у 1900 році з занесенням на мармурову дошку закладу.
Брав участь у придушені Боксерського повстання у Китаї (1900—1901).
З 1901 року — офіцер на ескадреному панцернику «Пересвєт».
14 березня 1904 року нагороджений орденом Св. Анни 3 ступеня проявлений героїзм при обороні Порт-Артура (27.01 — 20.12.1904).
У 1905 році переведений на Балтійський флот.
Служив у Головному морському штабі (1906—1908 и 1909—1910). Штаб-офіцер.
У 1908 році — старший офіцер канонерського човна «Хивинец», командир яхти «Стрела» (1908—1909), навчального судна «Верный» (1911—1912), есмінця «Лейтенант Зацаренный» (1912—1913).
3 1913 — викладач морської академії, капітан І рангу. На початку 1914 року призначений військово-морським агентом до Німеччини, з 9 червня 1914 — за сумісництвом ще й у Голландії.
У червні 1915 перевівся на Чорноморський флот, начальник Батумського загону кораблів ЧФ.
У 1916 році керівник Загону кораблів північно-західної частини ЧФ, командир лінкору «Три Святителя» (з 28 листопада 1916 року). Брав участь у бойових діях під час Першої Світової війни. Нагороджений орденом Св. Володимира 3 ступеня (01.12.1915) та Георгієвською зброєю (05.07.1916).
Після Лютневої революції 1917 року включився у процес українізації Чорноморського флоту.
У 1918 році — під час правління Гетьмана Павла Скоропадського — контрадмірал ВМС Української держави, командуючий Миколаївським військовим портом.
Після антигетьманського повстання та окупації військами Антанти півдня України — підтримав білогвардійський рух. Коли, в 1919 році південь захоплюють більшовики — переїздить до Ревеля (Таллінн). Влітку 1919 — знаходиться там як представник командування Білої гвардії при французькій військовій місії. Восени переїздить до Криму — призначений начальником штабу врангельського ЧФ.
11 травня 1920 року евакуювався з Феодосії до Константинополя. Згодом переїздить до Копенгагена (Данія).
Помер 14 лютого 1950 року. Похований на цвинтарі острова Амагер.